# Kerti rozsdafarkú
A kerti rozsdafarkú (Phoenicurus phoenicurus) a madarak osztályának a verébalakúak (Passeriformes) rendjéhez és a légykapófélék (Muscicapidae) családjához tartozó faj.

## Rendszerezése
A fajt Carl von Linné svéd természettudós írta le 1758-ban, a Motacilla nembe Motacilla Phoenicurus néven. Besorolása vitatott, a Magyar Madártani és Természetvédelmi Egyesület besorolása szerint a rigófélék (Turdidae) családjába tartozik.

## Alfajai
- eurázsiai kerti rozsdafarkú (Phoenicurus phoenicurus phoenicurus) - Európa, Közép-Ázsia, Szibéria
- görög kerti rozsdafarkú (Phoenicurus phoenicurus samamisicus) - Görögország, Törökország, Kaukázus, Kis-Ázsia, Irán

## Előfordulása
Tavasszal egész Európában megtalálható, Belső-Afrikáig és Dél-Perzsiáig vándorol. Természetes élőhelyei a tűlevelű erdők, mérsékelt övi erdők, szubtrópusi és trópusi lombhullató erdők, füves puszták és cserjések, valamint ültetvények, szántóföldek, vidéki kertek és városi régiók. Vonuló faj.

### Kárpát-medencei előfordulása
Magyarországon rendszeres fészkelő, áprilistól szeptemberig tartózkodik itt.

## Megjelenése
Testhossza 14 centiméter, a szárny fesztávolsága 20-24 centiméter, testtömege 11-19 gramm.
Az öreg hím homloka, fejoldala és torka fekete, míg többi felsőrészei hamuszürkék; melle, oldalai és farka, a két középső barna farktoll kivételével, élénk rozsdavörösek; fejének a homlok fölötti előrésze, valamint a test alsó részének közepe fehér.
A hím és a tojó külseje eltérő.
|  |  |

## Életmódja
Rovarokkal és pókokkal táplálkozik, a fiókákat többnyire hernyókkal eteti. Ősszel, akárcsak a házi rozsdafarkú, rájár a bodzabokrok bogyóira is. Vonuló, a telet Afrika trópusi részein tölti. Vonulása augusztusban és szeptemberben zajlik.

## Szaporodása
Parkokban, ártéri erdőkben, gyümölcsösökben és kertekben rakja le 5-7 világoskék tojását. Mindkét szülő részt vesz az utódgondozásban. A fészekparazita kakukk egyik gazdamadara. 
|  |  |

## Természetvédelmi helyzete
Az elterjedési területe rendkívül nagy, egyedszáma pedig növekszik. A Természetvédelmi Világszövetség Vörös listáján nem fenyegetett fajként szerepel. Hazai és európai állománya az utóbbi években jelentősen csökkent. Magyarországon védett, természetvédelmi értéke 50 000 forint.